# Bupleurum acutifolium
Bupleurum acutifolium é uma espécie de planta com flor pertencente à família Apiaceae. 
A autoridade científica da espécie é Boiss., tendo sido publicada em Elenchus Plantarum Novarum 47. 1838.

## Portugal
Trata-se de uma espécie presente no território português, nomeadamente em Portugal Continental.
Em termos de naturalidade é endémica da Península Ibérica.

## Protecção
Não se encontra protegida por legislação portuguesa ou da Comunidade Europeia.